# Eurysthea robertsi
Eurysthea robertsi är en skalbaggsart som först beskrevs av Fonseca-gessner 1990.  Eurysthea robertsi ingår i släktet Eurysthea och familjen långhorningar. Inga underarter finns listade i Catalogue of Life.